# Kye Whyte
Kye Zion Whyte (Londres, 21 de septiembre de 1999) es un deportista británico que compite en ciclismo en la modalidad de BMX.
Participó en los Juegos Olímpicos de Tokio 2020, obteniendo una medalla de plata en la carrera masculina.
Ganó una medalla de plata en el Campeonato Mundial de Ciclismo BMX de 2022 y dos medallas en el Campeonato Europeo de Ciclismo BMX, oro en 2022 y plata en 2018.

## Palmarés internacional
| Juegos Olímpicos   | Juegos Olímpicos      | Juegos Olímpicos | Juegos Olímpicos |
| Año                | Lugar                 | Medalla          | Competición      |
| ------------------ | --------------------- | ---------------- | ---------------- |
| 2020               | Tokio (Japón)         | Medalla de plata | Carrera          |
| Campeonato Mundial |                       |                  |                  |
| Año                | Lugar                 | Medalla          | Competición      |
| 2022               | Nantes (Francia)      | Medalla de plata | Carrera          |
| Campeonato Europeo |                       |                  |                  |
| Año                | Lugar                 | Medalla          | Competición      |
| 2018               | Glasgow (Reino Unido) | Medalla de plata | Carrera          |
| 2022               | Dessel (Bélgica)      | Medalla de oro   | Carrera          |